# Ich liebe Deutschland
Ich liebe Deutschland ist eine deutsche Quiz- und Spielshow mit Jürgen von der Lippe, die 2011 in der bislang einzigen Staffel auf Sat.1 lief. Sie basiert auf der niederländischen Fernsehsendung Ik hou van Holland.

## Konzept
Moderator Jürgen von der Lippe stellt Fragen, die Deutschland betreffen, oder fordert die Kandidaten zu Spielen auf. Immer haben diese auch Bezug zu Deutschland. Eines der Spiele ist zum Beispiel das Erraten von deutschen Liedern. Die Kandidaten bestehen aus zwei Mannschaften mit prominenten Mitgliedern. Angeführt werden die Teams immer von Sonya Kraus und Marc Bator, die restliche Besetzung ist wechselnd. Außerdem wird die eine Hälfte des Publikums dem einen Team zugeteilt und die andere dem anderen Team. Am Ende können die Zuschauer auf der Gewinnerseite ebenfalls etwas gewinnen.

## Ausstrahlung
| Episode | Datum      | Reichweite | Marktanteil | Reichweite (14–49-Jährige) | Marktanteil (14–49-Jährige) | Gäste |
| ------- | ---------- | ---------- | ----------- | -------------------------- | --------------------------- | --- |
| 1       | 15.07.2011 | 3,38 Mio.  | 12,5 %      | 1,55 Mio.                  | 16,0 %                      | Daniel Küblböck, Eva Habermann, Karl Dall, Rebecca Mir, Bürger Lars Dietrich, Mario Basler                   |
| 2       | 22.07.2011 | 2,55 Mio.  | 8,9 %       | 1,04 Mio.                  | 9,8 %                       | Wilson Gonzalez Ochsenknecht, Stefanie Hertel, Roberto Blanco, Thore Schölermann, Maite Kelly, Jürgen Drews  |
| 3       | 29.07.2011 | 2,57 Mio.  | 9,1 %       | 1,02 Mio.                  | 10,5 %                      | Jimi Blue Ochsenknecht, Josephine Schmidt, Christine Theiss, Joy Fleming, Wolfgang Kubicki, Oliver Petszokat |
| 4       | 05.08.2011 | 1,94 Mio.  | 7,3 %       | 0,75 Mio.                  | 7,9 %                       | Johannes Halbig, Gülcan Kamps, Janine Kunze, Stefan Mross, Marcel Reif, Heike Henkel                         |
| 5       | 12.08.2011 | 2,65 Mio.  | 10,0 %      | 1,13 Mio.                  | 11,6 %                      | Clara Dolny, Gerald Asamoah, Georg Hackl, Andrea Kaiser, Lars Ricken, Erika Berger                           |
| 6       | 19.08.2011 | 2,53 Mio.  | 9,2 %       | 1,03 Mio.                  | 10,9 %                      | Sophia Thomalla, Dave Davis, Oliver Mommsen, Anne Julia Hagen, Sandy Mölling, Ralph Morgenstern              |